# Гастрин
Гастри́н — гормон, производимый G-клетками желудка, расположенными в основном в пилорическом отделе желудка, а также G-клетками поджелудочной железы.

## Химическое строение
Существует три основных естественных формы гастрина: «большой гастрин», или гастрин-34 — полипептид из 34 аминокислот, «малый гастрин», или гастрин-17, состоящий из 17 аминокислот, и «минигастрин», или гастрин-14, состоящий из 14 аминокислот. Все гастрины гомологичны по химической структуре. Активной частью молекул гастринов, связывающейся со специфическими гастриновыми рецепторами, является участок из 5 аминокислот. Синтетический аналог природных гастринов — пентагастрин — состоит как раз из этих 5 аминокислот.
Гастрин-34 производится в основном поджелудочной железой, тогда как гастрин-17 и гастрин-14 производятся в основном в желудке.
Молекулы гастрина имеют линейную пространственную структуру.

## Физиологическая роль
Гастрин связывается со специфическими гастриновыми рецепторами в желудке. Рецепторы к гастрину являются метаботропными, их эффекты реализуются через повышение активности гормончувствительной аденилатциклазы. Результатом усиления аденилатциклазной активности в париетальных клетках желудка является увеличение секреции соляной кислоты.
Гастрин также увеличивает секрецию пепсина главными клетками желудка, что, вместе с повышением кислотности желудочного сока, обеспечивающим оптимальный pH для действия пепсина, способствует оптимальному перевариванию пищи в желудке.
Одновременно гастрин увеличивает секрецию бикарбонатов и слизи в слизистой желудка, обеспечивая тем самым защиту слизистой от воздействия соляной кислоты и пепсина. Гастрин тормозит опорожнение желудка, что обеспечивает достаточную для переваривания пищи длительность воздействия соляной кислоты и пепсина на пищевой комок.
Также гастрин увеличивает продукцию простагландина E в слизистой желудка, что приводит к местному расширению сосудов, усилению кровоснабжения и физиологическому отёку слизистой желудка и к миграции лейкоцитов в слизистую. Лейкоциты принимают участие в процессах пищеварения, секретируя различные ферменты и производя фагоцитоз.
Рецепторы к гастрину имеются и в тонкой кишке и поджелудочной железе. Гастрин увеличивает секрецию секретина, холецистокинина, соматостатина и ряда других гормонально активных кишечных и панкреатических пептидов, а также секрецию кишечных и панкреатических ферментов. Тем самым гастрин создаёт условия для осуществления следующей, кишечной, фазы пищеварения.

## Регуляция секреции гастрина
Секреция гастрина повышается в ответ на холинергическую (блуждающим нервом) и в меньшей степени на симпатическую стимуляцию желудка. Также секреция гастрина повышается инсулином, гистамином, присутствием в желудке или в плазме крови олигопептидов и свободных аминокислот — продуктов расщепления белков. Увеличение секреции гастрина в ответ на олигопептиды и свободные аминокислоты, а также в ответ на симпатическую или холинергическую стимуляцию является физиологическим механизмом инициации пищеварения при виде и запахе пищи или при поступлении пищи в желудок. Секреция гастрина также повышается при гиперкальциемии.
Угнетается секреция гастрина высоким уровнем соляной кислоты в желудке (что является одной из отрицательных обратных связей, регулирующих секрецию гастрина), простагландином Е, эндогенными опиоидами — эндорфинами и энкефалинами, аденозином, кальцитонином. Сильно угнетает секрецию гастрина соматостатин, одновременно угнетающий секрецию других панкреатических и кишечных пептидов — холецистокинина, секретина, ВИП и др. Повышение гастрином секреции соматостатина, угнетающего секрецию гастрина, является ещё одним примером отрицательной обратной связи.
Секреция гастрина также угнетается холецистокинином и секретином. Физиологическое значение этого механизма состоит в уменьшении секреции кислоты и пепсина после начала кишечной фазы пищеварения и обеспечении функционального покоя опустошившегося желудка, а также в обратной связи, ограничивающей гиперсекрецию кислоты (поскольку уровни секретина и холецистокинина зависят от pH поступающей в двенадцатиперстную кишку пищевой кашицы).

## Патологические состояния
При синдроме Золлингера — Эллисона секреция гастрина резко повышается вследствие опухоли клеток, продуцирующих гастрин, в желудке или поджелудочной железе — доброкачественной или злокачественной гастриномы.
Повышенные концентрации гастрина при синдроме Золлингера-Эллисона вызывают гипертрофию слизистой желудка, усиление её складчатости, функциональную гиперплазию желёз желудка, главных и париетальных клеток. Гиперсекреция гастрина, приводя к гиперсекреции соляной кислоты и пепсина, вызывает у больных с гастриномой развитие гастрита или язвенной болезни желудка или двенадцатиперстной кишки, гастроэзофагеального рефлюкса.
В меньшей степени секреция гастрина повышается при инфекции желудка Helicobacter pylori. Однако этого повышения может оказаться вполне достаточно, чтобы спровоцировать развитие гиперацидного гастрита или язвенной болезни желудка либо двенадцатиперстной кишки.
Секреция гастрина также повышается при стрессе (вследствие усиления симпатической стимуляции желудка), при высоком уровне глюкокортикоидов или при приёме экзогенных глюкокортикоидов, ингибиторов биосинтеза простагландинов. Это объясняет появление «стрессовых» и стероидных язв желудка, гастритов и язв желудка при приёме нестероидных противовоспалительных препаратов.
Также секреция гастрина значительно повышается при угнетении секреции соляной кислоты, например, при приёме ингибиторов протонного насоса или блокаторов H2-гистаминовых рецепторов. Возникающая при приёме этих лекарств выраженная гипергастринемия может вызывать феномен «кислотного рикошета» при их резкой отмене — секреция кислоты может повыситься даже выше уровня, который был до лечения.